# Pictetia nipensis
Pictetia nipensis là một loài thực vật có hoa trong họ Đậu. Loài này được (Urb.) Beyra & Lavin miêu tả khoa học đầu tiên.